# Большие Сехновичи
Большие Сехновичи (бел. Вялікія Сяхновічы) — деревня в Жабинковском районе Брестской области Белоруссии. Входит в состав Кривлянского сельсовета. Население — 102 человека (2019).

## География
Большие Сехновичи находятся в 5 км к северу от Жабинки. Местные дороги ведут в окрестные деревни Малые Сехновичи, Матеевичи и Кривляны. Местность принадлежит бассейну Вислы, по западной окраине деревни проходит Сехновичский канал, который южнее деревни впадает в реку Жабинка (приток реки Мухавец). Ближайшая ж/д станция в деревне Матеевичи (линия Брест — Барановичи).

## История
Первое письменное упоминание о деревне Сехновичи относится к 1458 году, когда великий князь Казимир IV пожаловал имение Фёдору (Теодору) Костюшко. По названию имения одна из ветвей дворянского рода Костюшко (прямые потомки Фёдора) стали именоваться Костюшко-Сехновичские. В начале XVII века имение было разделено на Большие и Малые Сехновичи. В XVII веке владельцами Больших Сехнович были Павел, Пётр и Хризостом Костюшко. В XVIII веке сыновья Павла утеряли имение, которое стало собственностью рода князей Чарторыйских, а обедневшие Костюшко стали арендаторами собственного родового гнезда. До 1727 года в Больших Сехновичах была построена деревянная униатская Николаевская церковь (сохранилась).
После третьего раздела Речи Посполитой (1795 год) в составе Российской империи, с 1801 года принадлежали Кобринскому уезду Гродненской губернии.
В 1818 году имение купил Франтишек Иллакович, а в 1850 году от его сыновей оно перешло к Вандалину Пшибору. В середине XIX века униатская церковь св. Николая была передана православным и перестроена. Уроженцем села был брестский православный епископ Игнатий (Железовский). Во второй половине XIX века Вандалин Пшибор и его сын Клеменс выстроили в Больших Сехновичах усадьбу и заложили небольшой парк. На рубеже столетий в имении был построен крахмальный завод.
Согласно Рижскому мирному договору (1921) деревня вошла в состав межвоенной Польши, где принадлежала Кобринскому повету Полесского воеводства. С 1939 года — в составе БССР. Последним владельцем усадьбы был Кароль Пшибор, погибший в 1939 году.
В послевоенное время на месте бывшего усадебного дома был построен жилой дом. Руины крахмального завода простояли до 2003 года, когда были полностью разобраны.

## Население
- 1999 год — 146 человек;
- 2009 год — 112 человек;
- 2019 год — 102 человека[1].

## Достопримечательности
- Деревянная православная церковь св. Николая. Построена до 1727 года, в 1860 годы перестроена. В архитектуре сочетаются традиционные приемы неоклассицизма, деревянного зодчества XVIII века и эклектика XIX и XX веков. Памятник деревянного зодчества Белорусского Полесья[7]. Включена в Государственный список историко-культурных ценностей Республики Беларусь[9].  Историко-культурная ценность Республики Беларусь, шифр 112Г000238
- Фрагменты парка, бывшего частью усадьбы Пшиборов второй половины XIX века.